# Tron (jogo eletrônico)
Tron é um jogo eletrônico de arcade operado a moeda produzido e distribuído pela Bally Midway em 1982, sendo Bill Adams o designer e programador chefe. Consiste em quatro minijogos inspirados pelos eventos do filme homônimo feito pela Walt Disney Productions e lançado no mesmo ano. Foi seguido por Discs of Tron, lançado em 1983, que não fez tanto sucesso quanto. Muitos outros jogos licenciados baseados no filme foram lançados para outros sistemas, sobretudo domésticos, como Tron 2.0. Em janeiro de 2008, a desenvolvera de jogos Digital Eclipse portou Tron para Xbox 360.

## Jogabilidade
Tron possui quatro minijogos diretamente baseados em personagens e eventos do filme homônimo. O jogo tem doze níveis de dificuldade com nomes relacionados ao mundo computacional, sobretudo a linguagens de programação da época. No começo de cada nível, o jogador é levado a "Game Grid" (lit.  "grade de jogos"), uma tela de seleção dividida em quatro quadrantes, cada qual correspondendo a um minijogo. Uma vez que todos os minigames são disputados e vencidos, é possível avançar para o próximo nível.
Light Cycles (lit.  "motos de luz") é um dos quatro minijogos disponíveis. O objetivo do jogador é controlar a moto de luz azul do Tron em uma arena e desintegrar oponentes de cor amarela. Isso pode ser feito com jatos de luz que a moto deixa por onde passa ou através de uma colisão forçada do oponente na parede da arena. Outro minigame é Battle Tanks (lit.  "tanques de batalha"), em que o jogador deve guiar o tanque de Tron através de um labirinto e destruir os veículos inimigos. Battle Tanks não é baseado diretamente em nenhuma cena do filme, mas sim indiretamente no jogo Space Paranoids, visto no começo do longa-metragem. Já I/O Tower é novamente baseado em uma cena do filme, e o objetivo é fazer com que Tron adentre um círculo azul (que representa a torre) cercado por Grid Bugs (lit.  "insetos da Grande") que o jogador deve destruir com tiros. Por fim, no minigame MCP Cone, o jogador deve atirar, quebrar um escudo rotativo e ser capaz de entrar a área em que está o programa MCP.

## Desenvolvimento
Após fechar um contrato para produção de um jogo relacionado ao filme Tron, a Bally Midway pediu para que dois times de designers traçassem um plano para como o jogo deveria se parecer. Um time propôs um jogo em primeira pessoa em desenho vetorial, enquanto o segundo sugeriu que Tron fosse uma coleção de seis minijogos. Devido à complexidade da primeira ideia e a falta de tempo disponível, a proposta do segundo time foi parcialmente acolhida pela desenvolvedora. Dois minijogos tiveram de ser excluídos para economizar tempo: Rings e Paranoia. No primeiro, que veio a ser lançado separadamente como Discs of Tron, o jogador controla Tron em uma batalha de discos contra Sark. Em Paranoia, o objetivo do jogador seria construir uma ponte de aranhas para chegar a uma ilha no outro canto da tela, porém algumas dessas aranhas poderiam mudar de cor e feri-lo.

## Recepção
Tron ganhou o prêmio "Jogo Operado a Moeda do Ano" pela revista Electronic Games.The New York Times relatou que 800 cabines de arcade do jogo foram vendidas em 1982. O livro The Naked Computer relatou que o Tron arrecadou $45.000.000 até 1983. Na estimação da USgamer, no entanto, 10 mil cabines foram vendidas e o jogo arrecadou mais de $30.000.000 de renda até 1983, o que o faria figurar na lista dos 10 maiores sucessos de venda do universo arcade.

## Recorde
O recorde mundial de maior pontuação em Tron foi alcançado em julho de 2011 por David Cruz de Brandon, Florida. Cruz Marcou 14.007.645 pontos.